# Соборная горка (Вологда)

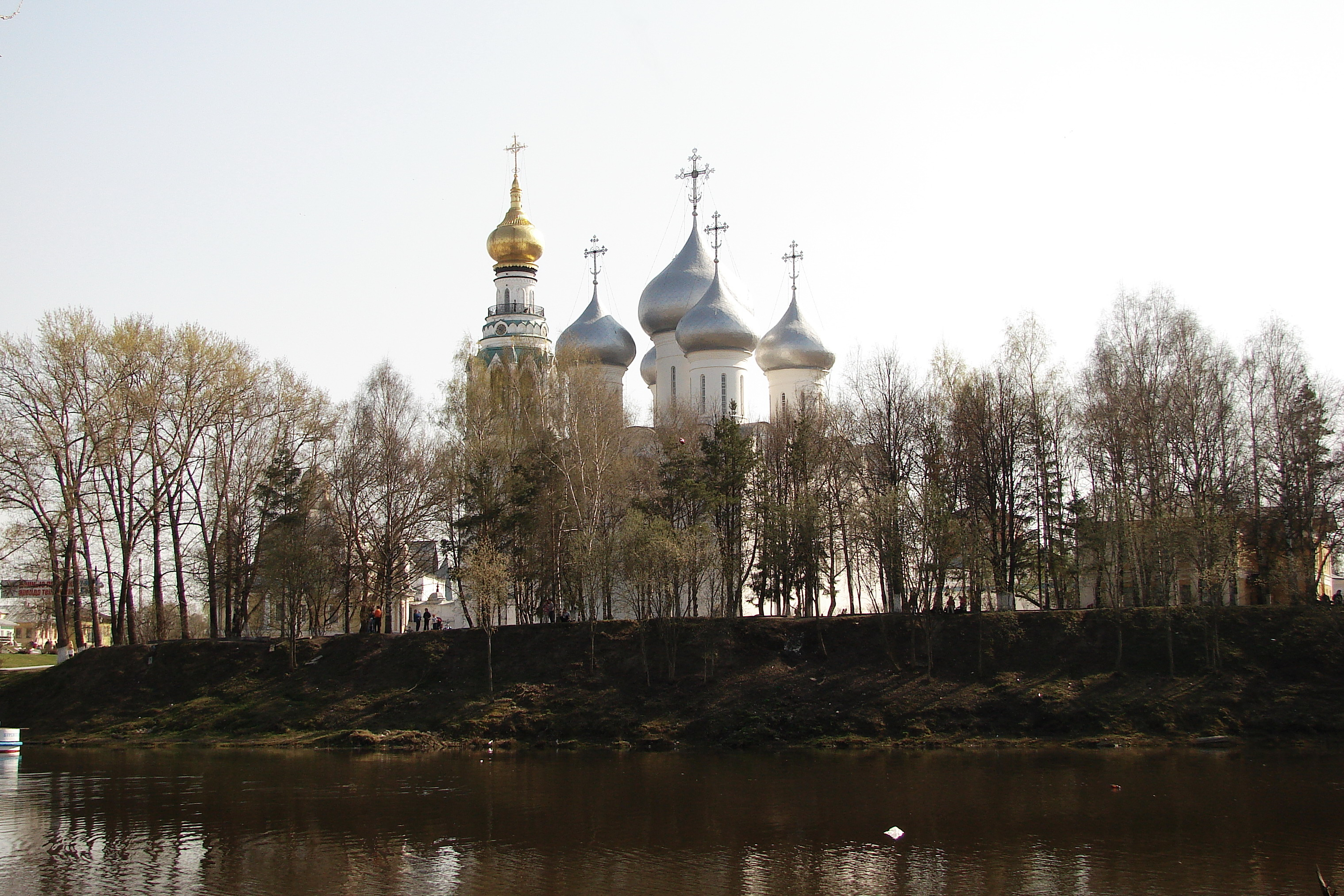
Соборная горка

Собо́рная го́рка — возвышенный участок правого берега реки Вологда около Софийского собора.

## История
При Иване Грозном высокий правый берег реки Вологды, частью которого является Соборная горка, был выбран для строительства Вологодского кремля и Софийского собора.  Крепостная стена по берегу реки существовала в XVI—XVII веках, а между собором и стеной были построены две каменные палаты для хранения пушечных запасов. Известно, что в конце XVII века в южной части располагалась каменная кладовая и подвал, перекрытый сводами разрушенного здания.
Между 1726 и 1729 годами на Соборной горке был выстроен деревянный летний Архиерейский двор, просуществовавший до начала XIX века. В 1823 году на северной стороне Соборной горки находилось деревянное здание подворья Спасо-Прилуцкого монастыря, а также 2 частных дома. К приезду в Вологду Александра I в 1824 году на Соборной горке был устроен сквер. В сквере Соборной горки в 1860 году были две беседки: одна — полукруглая с северной стороны на 7-ми столбиках, сквозная; вторая четырёхугольная на 8-ми столбах, сквозная. Эти беседки были построены за счёт частных лиц в 1838 и 1845 годах. В 2002 году на Соборной горке была построена часовня в честь 2000-летия Рождества Христова.

## Легенды, связанные с Соборной горкой
В 1804 году лекарь Флёров рассказал, что в XVIII веке на Соборной горке проводились раскопки, в результате которых были обнаружены подземные сводчатые помещения с железными дверями. Якобы из-за дверей был слышен сильный шум, который был приписан «духам». Также Флёров привёл легенду о существовании подземного хода, существовавшего ещё во времена литовского разорения, который вёл от Соборной горки в Спасо-Прилуцкий монастырь.
Историк и филолог С. П. Шевырёв, посетивший Вологду в 1847 году, высказал предположение, что подвалы зданий на Соборной горке предназначались для книгохранилища — знаменитой библиотеки Ивана Грозного.